# Alfredo Oriani

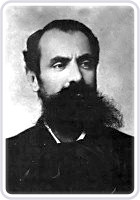
Alfredo Oriani, vor 1909

Alfredo Oriani (* 1852 in Faenza; † 1909 in Casola Valsenio) war ein italienischer Schriftsteller und Vordenker des italienischen Faschismus.

## Leben
Alfredo Oriani, Autor von Romanen, in denen seine Besessenheit vom Tod spürbar ist (Il nemico, 1894; Gelosia, 1894; La Disfatta, 1896), schrieb zwei weitere Romane, Vortice (1899) und Olocausto (1902), sowie einen von Benedetto Croce gefeierten politischen Essay La rivolta ideale (1908). Antonio Gramsci sah darin den „einzigen einigermaßen ernsthaften Versuch, die Volksmassen zu verstaatlichen, also eine demokratische Bewegung mit italienischen Wurzeln und Forderungen zu schaffen“. Die vorfaschistischen Nationalisten, einschließlich Benito Mussolini, ließen sich davon inspirieren, bis zu dem Punkt, dass eine einflussreiche faschistische Zeitung den Titel „La Rivolta ideale“ aufnahm. 1928 veröffentlichte der Verleger Capelli aus Bologna „L’Opera Omnia d’Oriani“ in 28 Bänden, und Mussolini, ein glühender Bewunderer Orianis, wollte das Unternehmen unter seiner Schirmherrschaft haben. Per Dekret der römisch-katholischen Glaubenskongregation vom 24. April 1940 wurde das gesamte Werk Orianis auf den Index gesetzt.